# 166e régiment d'infanterie (France)
Le 166e régiment d'infanterie (166e RI) est un régiment d'infanterie de l'Armée de terre française créé sous la Révolution à partir de la 166e demi-brigade de première formation.

## Création et différentes dénominations
- 1794 : 166e demi-brigade de Bataille
- 1796 : dissoute
- 1913 : 166e régiment d'infanterie
- 1914 : À la mobilisation, il met sur pied son régiment de réserve, le 366e régiment d'infanterie
- 1923 : dissous (traditions gardées par le 150e RI).
- 1939 : 166e régiment d'infanterie de forteresse
- 1940 : dissous

## Chefs de corps
- ? - 25 août 1914 : Paul Marie Fournier Jacquot[1] (†)
- Septembre 1914 : Léon Paul Génin**
- Août 1939 : lieutenant-colonel Subervie

(*) Officier qui devint par la suite général de brigade.

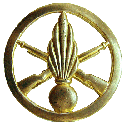
insigne de béret d'infanterie

(**) Officier qui devint par la suite général de division.

## Historique des garnisons, combats et batailles du166eRI

### Guerres de la Révolution et de l'Empire
- Campagne d'Italie (1796-1797)
- Dissous en 1796

### 1815 à 1848
- Dissolution

### Second Empire
- Dissolution

### De 1870 à 1914
En application de la loi du 23 décembre 1912, créant 10 nouveaux régiments (de 164 à 173)

### Première Guerre mondiale
- 1913 : Création en 1913
- En 1914 ; Casernement : Verdun

Affectations :
- Défense de Verdun : août 1914
- 132e Division d'Infanterie de juillet 1915 à novembre 1918

#### 1914
- Les Victoires de Lorraine : Puvenelle
- Étain (Meuse) : 25 août
- Ferme Sorel, Défense du Fort de Troyon : 8 - 10 septembre
- Bataille de la Woëvre et des Hauts-de-Meuse : Beaumont-en-Verdunois (24 septembre)
- Étain (Meuse): 5-6 octobre

#### 1915
- Marchéville-en-Woëvre
- Meuse : Côtes de Meuse (26-28 février)
- Opérations en Woëvre : Fresnes-en-Woëvre (7 mars), Les Éparges 18-27 mars

#### 1916
- Bataille de la Somme (1916) : Bois Étoilé, Vermandovillers (juillet – août)
- Bataille de Verdun : Cote 304, Bois d'Avocourt (11 mars - 13 avril)

#### 1918
- Champagne : Auberive, Le Téton, Mont sans Nom (juillet)
- Aisne (20 août)

« En dépit des pertes subies et des violentes contre attaques a franchi de vive force une rivière large, profonde et vigoureusement défendue. »

— Maréchal Foch, 1918

### Entre-deux-guerres
Le 166e RI fait partie des troupes d'occupation de la Rhénanie, imposées par le traité de Versailles.
Le 166e RI est dissous en avril 1923 à Mayence.

### Seconde Guerre mondiale
Formé le 25 août 1939 sous le nom de 166e régiment d’infanterie de forteresse (RIF) par le 2e bataillon du 153e RI, c'est un régiment de réserve A de type RIF dans le secteur fortifié de Rohrbach.
Il est mis sur pied par le centre mobilisateur d'infanterie no 204 de Saint-Nicolas-de-Port.
Il tient garnison à Bining.
Le régiment a comme mission de défendre le sous-secteur fortifié de Bining, une partie de la Ligne Maginot. Outre les deux ouvrages sous sa responsabilité (PO de Rohrbach et PO du Welschoff), il a à sa disposition plusieurs casemates d'infanterie, divers abris caverne et doit se charger également de la défense des intervalles.
Le jeudi 13 juin 1940 à 9 h 30, le lieutenant-colonel Combet du 37e RIF est convoqué à Montbronn, à vingt kilomètres de Bitche (Moselle), où se trouve le PC du général Chastanet, commandant le secteur fortifié de Rohrbach. En même temps que les colonels Subervie, du 166e RIF, et Mauvin, du 153e RIF, il apprend une incroyable nouvelle : tous les régiments de forteresse quittent la ligne Maginot et partent le soir même vers le sud. Dépourvu de réserves, le général Weygand a décidé de jeter l'éponge en attendant la signature d'un armistice inévitable. Aucune exception n'est prévue : les ouvrages de la ligne Maginot seront sabordés et les régiments de forteresse doivent battre en retraite. Tels sont les ordres qui bouleversent les trois colonels.
Le général Chastanet qui partage leurs sentiments précise que les troupes du secteur formeront une division de marche qui gagnera Sarrebourg en trois étapes.
Il va participer à la dernière grande bataille livrée par l'armée française en juin 1940, des faubourgs de Nancy à ceux de Phalsbourg. Sur un front d'environ 125 kilomètres, trois corps d'armée vont aligner leurs régiments derrière le canal de la Marne au Rhin pour affronter onze divisions allemandes qui, après avoir contourné la ligne Maginot rendue perméable par le repli des troupes de forteresse, se ruent au combat avec l'intention de ne faire qu'une bouchée de leurs adversaires.
Bien qu'elle ne figure dans aucun manuel, la « bataille oubliée » ne saurait trop être assimilée à un quelconque engagement local puisque plus de 450 000 combattants s'y affrontèrent le 18 juin 1940. Compagnie après compagnie, le régiment rejoint ses emplacements. Durant la nuit, les hommes vont creuser, aménager les épaulements, mettre en place canons de 25 et mitrailleuses. Le lundi 17 juin au lever du jour, un fantastique nuage de fumée grasse noircit le ciel du côté du 166e RIF. Le stock de carburant de La Forge vient d'être incendié. C'est avec le 166e RIF que la division allemande du général Boehmbezing, qui vient d'entrer à Sarrebourg, va prendre le contact. Le combat s'engage à Hesse où le colonel Subervie a organisé une tête de pont au nord du canal. Jusque dans l'après-midi, écrit Subervie, les assauts des Allemands vinrent se briser contre la défense du 166. Ayant réussi à prendre pied dans quelques maisons, ils en furent délogés à la baïonnette. Le bataillon allemand qui a attaqué laisse 11 tués et 71 blessés dans l'affaire. L'artillerie allemande tire toujours, mais l'infanterie est trop épuisée pour attaquer. Du moins ce qu'il en reste se battra encore pendant plusieurs jours et sera englobé le 24 juin dans la reddition, après que les Allemands eurent rendu les « honneurs de la guerre ».

### 1945 à nos jours
L'association Fort Casso a vu le jour en septembre 1989 sur l'initiative de Joseph Koch. Elle a pour but la conservation du « Petit Ouvrage de Rohrbach » (ouvrage Maginot) de seconde génération, dont la construction débuta en 1934, Depuis 1989, l'association œuvre à la conservation et à la mise en valeur de ce formidable patrimoine qu'est le Fort Casso. Elle a de facto assuré la perduration des traditions du 166e RIF.

## Drapeau
Il porte, cousues en lettres d'or dans ses plis, les inscriptions suivantes :
- Loano 1795
- Verdun 1916
- Prosnes 1918
- La Lys 1918

## Décorations
Sa cravate est décorée de la Croix de guerre 1914-1918  avec 2 palmes, 1 étoile vermeil. (Deux citations à l'ordre de l'Armée puis une citation au Corps d'Armée)
Il obtient la Fourragère aux couleurs du ruban de la Croix de Guerre 1914-1918 le 10 décembre 1918.

## Insigne
Dans un écu ancien de sinople à un loup de sable hurlant adextré d'une croix de Lorraine de gueules.
Au chef d'azur, la devise d'or « Tenir ou mourir » accostée de deux cloches GFM du même.

## Personnalités ayant servi au166eRI
- Abel Ferry (1881-1918), député des Vosges, sous-lieutenant[3]
- Louis Pergaud (1882-1915), écrivain, auteur de La Guerre des boutons
- Georges Guérin (1891-1972), fondateur de la Jeunesse ouvrière chrétienne
- Maurice Dubled (1893-1978), officier de gendarmerie, résistant et poète

## Sources et bibliographie
- Serge Andolenko, Recueil d'historiques de l'infanterie française, Paris, Eurimprim, 1969, 2e éd. (1re éd. 1949), 413 p. (OCLC 23418405, BNF 39906027).
- Jean-Yves Mary, Alain Hohnadel et François Vauvillier (dir.), Hommes et ouvrages de la ligne Maginot, t. I, Paris, Histoire et collections, coll. « L'encyclopédie de l'armée française » (no 2), 2000, 182 p. (ISBN 2-908182-88-2, OCLC 45246733, BNF 37198860), chap. 3 (« Les régiments d'infanterie de forteresse de 1935 à 1940 : 166e RMIF »), p. 129.